# Alexander Nikolajewitsch Nesmejanow

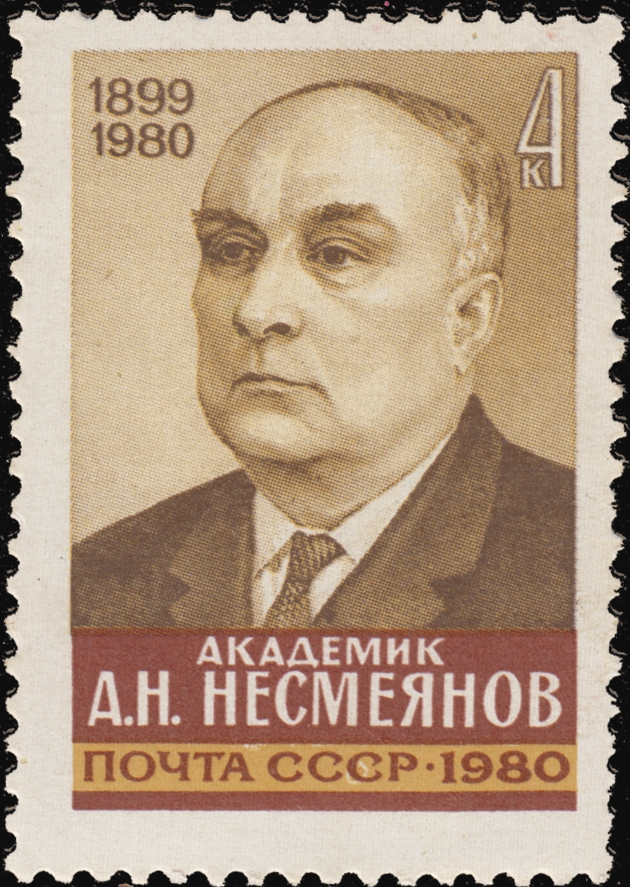
Alexander Nesmejanow

Alexander Nikolajewitsch Nesmejanow (russisch Александр Николаевич Несмеянов, englische Transkription Aleksandr Nesmeyanov, * 28. Augustjul. / 9. September 1899greg. in Moskau; † 17. Januar 1980 ebenda) war ein sowjetischer Chemiker, der sich mit der metallorganischen Chemie befasste.

## Biografie
Nesmejanow erwarb 1922 seinen Abschluss in Chemie an der Lomonossow-Universität, war dort ab 1930 Dozent, ab 1934 ordentlicher Professor und 1948 bis 1951 Rektor. Zwischen 1939 und 1954 leitete er dort das Institut für Organische Chemie und ab 1935 das Labor für metallorganische Chemie am Institut für Organische Chemie der Akademie der Wissenschaften. Er war 1954 der Gründer und bis 1980 der Direktor des Instituts für Element-Organische Verbindungen der Sowjetischen Akademie der Wissenschaften, das später nach ihm benannt wurde.
Nach ihm ist die Nesmejanow-Reaktion zur Metallisierung von Aromaten (Umsetzung von Diazoniumsalzen mit Metallhalogeniden) benannt. Er untersuchte Metall-Alkene und -Alkine sowie Metallocene, ihre Kinetik und Stereochemie.
Zudem befasste er sich mit Anwendungen wie der Entwicklung künstlichen schwarzen Kaviars, aber auch in der Schädlingsbekämpfung, Pharmazie und Antiklopfmittel bei Benzin.
Er war Mitglied der Sowjetischen Akademie der Wissenschaften (ab 1939 korrespondierendes und ab 1943 volles Mitglied) und 1951 bis 1961 deren Präsident. Nesmejanow erhielt 1943 den Stalinpreis, Leninorden (1944, 1945, 1953, 1959, 1967, 1969, 1979), 1949 den Orden des Roten Banners der Arbeit. 1958 wurde er Mitglied der Leopoldina und 1960 der American Academy of Arts and Sciences, außerdem war er seit 1961 auswärtiges Mitglied der Royal Society sowie seit 1956 Ehrenmitglied (Honorary Fellow) der Royal Society of Edinburgh. 1961 erhielt er die Lomonossow-Goldmedaille und 1977 die Mendelejew-Goldmedaille. Er erhielt 1966 den Leninpreis, 1969 und 1979 den Held der sozialistischen Arbeit, 1974 den Orden der Oktoberrevolution.
Sein Grab befindet sich auf dem Nowodewitschi-Friedhof in Moskau.